# Tiltott szerelem (teleregény)
A Tiltott szerelem (eredeti cím: Mujer secreta) 1999-es venezuelai teleregény, amelyet José Alcalde rendezett. A főbb szerepekben: Carolina Tejera, Juan Carlos Vivas, Mariano Álvarez, Alba Roversi, Carlos Cámara Jr. és Luis Fernández.
Venezuelában az RCTV 1999. június 2-án, Magyarországon az RTL Klub 1999. december 13-én mutatta be.

## Történet
Eugenia (Carolina Tejera) egy gyönyörűszép, fiatal, kedves lány, aki színésznő szeretne lenni. Nagyon korán házasságot kötött Gustavóval (Luis Fernández). Ez a házasság maga a pokol számára, mert a férje féltékenységi rohamai miatt sokszor megveri, amit legtöbbször alkoholos befolyásoltság alatt tesz vele. És ott van még Gustavo anyja Carlota, aki gyűlöli menyét, és folyton ellene hangolja a fiát. De Eugenia kitart mellette, mert úgy érzi, részben felelős azért, hogy férje ilyen ember lett.
Gustavo legközelebbi rokonai a Valladares család. José Manuel (Mariano Álvarez) és fia Bernardo (Juan Carlos Vivas) épp külföldről tér haza, 8 év elteltével. José Manuel egy kegyetlen üzletember, és a családi bank irányítását veszi át apjától, Juliótól (Carlos Márquez). Hazatérésükkor a család egy hatalmas vacsorával és sok vendéggel várja, a vacsoráról Eugenia elkésik, és még jól meg is ázik a lezúduló eső miatt. Bernardo az esőben álló Eugéniát amikor megpillantja azonnal beleszeret, a hab a tortán, hogy mindketten a filmiparban szeretnének dolgozni. Bernardo rendező, Eugenia színésznő szeretne lenni.
Ám ezen az estén José Manuel is beleszeret Eugeniába. És mivel nem ismer korlátokat, eldönti, hogy megszerzi magának. Ám Eugenia Bernardóba szerelmes, és bár szerelmük tiltott, hisz Eugenia házas, ezért titokban találkoznak. Amikor egy hétvégén mindketten elutaznak Costa Ricára, Gustavo utánuk megy. De Eugenia már elküldte Bernardót így egyedül találja ott feleségét. Éppen egy magaslaton veszekednek, amikor Gustavo megcsúszik és leesik a mélybe. Ezt egy szemtanú felvette videóra, amin úgy látszik mintha Eugenia lelökte volna férjét. Ezt a felvételt José Manuel szerzi meg, és ezzel megzsarolja Eugeniát, aki kénytelen hozzámenni.
Bernardo nehezen viseli, hogy szerelme a mostohaanyja lett. Nem érti, miért ment hozzá José Manuelhez, de később elkezd gyanakodni apjára, miszerint valamivel zsarolja a szerelmét. Idővel ez a házasság is maga a pokol lesz Eugenia számára. A legrosszabbra akkor fordulnak a dolgok, amikor José Manuel névtelen leveleket kap miszerint felesége megcsalja őt valakivel. Amikor rádöbben, hogy saját fia az, nagyon elmérgesedik a viszony mindenki között. De az élet még tartogat meglepetést nekik, mert felbukkan a múltból egy személy aki miatt a házasság érvénytelenné válik. Ez a személy Gustavo, aki viszont teljes amnéziában szenved, és nem emlékszik senkire és semmire...

## Szereplők
| Szerep                         | Színész               | Magyar hang     |
| ------------------------------ | --------------------- | --------------- |
| Eugenia Sánchez de Landaeta    | Carolina Tejera       | Németh Borbála  |
| Bernardo Valladares            | Juan Carlos Vivas     | Galambos Péter  |
| José Manuel Valladares         | Mariano Álvarez       | Mihályi Győző   |
| Esperanza Salvat               | Alba Roversi          | Juhász Judit    |
| Javier Espinoza                | Carlos Cámara Jr.     | Csuja Imre      |
| Gustavo Landaeta               | Luis Fernández        | Széles Tamás    |
| Julio Valladares               | Carlos Márquez        | Izsóf Vilmos    |
| Clemencia Hidalgo Ollarvide    | Margarita Hernández   | Spilák Klára    |
| Cecilia Valladares de Espinoza | Dad Dager             | Détár Enikő     |
| Yolanda de Valladares          | María Cristina Lozada | Zsurzs Kati     |
| Carlota Zanetti de Landaeta    | Herminia Martínez     | Vándor Éva      |
| Evencia de Romero              | Rosario Prieto        | Rátonyi Hajni   |
| José Clemente Bejarano         | Leopoldo Regnault     | Papp János      |
| Esteban Itriago                | Manuel Escolano       | Nagy Gábor      |
| Yuraima                        | Ámbar Díaz            | Zsigmond Tamara |
| Marcos Romero                  | Alfonso Medina        | Hujber Ferenc   |
| Manuela Itriago                | Bebsabe Duque         | Kéri Kitty      |
| Rodolfo Romero                 | Antonio Cuevas        | Perlaki István  |
| Asdrúbal España                | Aitor Gaviria         | Jakab Csaba     |
| Fátima Romero                  | Mirela Mendoza        | Létay Dóra      |
| Ana María de Itriago           | Solmayra Castillo     |                 |
| Adelaida Bejarano              | Gabriela Santeliz     |                 |
| Orlando Contreras              | Leonardo Marrero      |                 |
| Danilo Bejarano                | Jerónimo Gil          |                 |
| Magola                         | Malena Alvarado       | Kocsis Mariann  |
| Álvaro Gil                     | Frank Spano           |                 |
| Simón Romero                   | Mauricio Antonucci    |                 |
| Sebastián Palacios             | Jorge Aravena         |                 |
| Pecas                          | Joel Borges           |                 |
| Alexis Salgueiro               | Martín Brassesco      |                 |
| Celina                         | Ivonne Conte          |                 |
| Horacio Santana                | Alejo Felipe          |                 |
| Celio                          | Gaspar González       | Szokolay Ottó   |
| Micaela Rojas                  | Gledys Ibarra         | Simorjay Emese  |
| Walter Newman                  | Ralph Kinnard         |                 |
| Paredes                        | Vito Lonardo          |                 |
| Alfonzo Ponte                  | Gerardo Soto          |                 |
| Jesus Beltran                  | Sebastián Falco       |                 |

### Magyar változat
- Magyar szöveg: Kozma Borbála
- Szinkronrendező: Aprics László